# Le insolite sospette - Sugar & Spice
Le insolite sospette - Sugar & Spice (Sugar & Spice) è un film del 2001 diretto da Francine McDougall.

## Trama
La squadra delle cheerleader del liceo Lincoln è composta da un gruppo di cinque ragazze molto unite tra loro ma anche molto diverse caratterialmente. Tra loro vi sono la reginetta Diane, innamorata del quarterback Jack, l'ingenua Hannah, la ribelle Kansas, la "secchiona" Lucy e la sensuale Cleo. Quando Diane rimane incinta di Jack, i due decidono di sposarsi e di andare a vivere assieme, con il disappunto dei genitori. Ma la vita indipendente si dimostra presto dura: servono molti soldi per mantenersi, ma soprattutto per mantenere il figlio in arrivo: le cinque amiche decidono così di improvvisarsi rapinatrici di banche!

## Citazioni
Nella commedia vi sono varie citazioni ad altri film, tra i quali I soliti sospetti, Le iene e Point Break - Punto di rottura, infatti in quest'ultimo film i rapinatori effettuavano i loro colpi mascherati da ex presidenti degli Stati Uniti d'America, mentre in questa pellicola le protagoniste indossano maschere in lattice raffiguranti bambole ossigenate.  I nomi Jack e Diane derivano dalla canzone di John Mellencamp Jack and Diane.